# Kuki-Chin-Naga jezici
Kuki-Chin-Naga jezici, skupina od (80) tibetsko-burmanskih jezika iz Burme, Bangladeša i Indije. Glavna im je podjela na jezike kuki-čin i naga
a. Kuki-Chin jezici (50; prije 49):
a1. Centralni (10) Burma, Bangladeš, Indija: chin (6 jezika: bawm, haka, ngawn, zotung, senthang, tawr), darlong, hmar, mizo, pankhu.
a2. Sjeverni (26)  Indija, Burma: aimol, anal, biete, chin (5 jezika: siyin, tedim, falam, paite, thado), chiru, gangte, hrangkhol, kom, lamkang, naga (6 jezika: kharam, chothe, monsang, moyon, purum, tarao), purum, ralte, sakechep, simte, vaiphei, yos, zome.
a3. Južni (13) Burma, Bangladeš, Indija: chin (9 jezika: mro, daai, khumi awa, khumi, mara, mün, bualkhaw, chinbon, asho), nga la, shendu, welaung, zyphe.
b. Naga jezici (30; prije 25) Indija:
b2. Angami-Pochuri (9): naga (9 jezika: angami, chokri, južni rengma, khezha, mao, pochuri, poumei, sjeverni rengma, sumi.
b2. Ao (4): naga (4 jezika: ao, lotha, sangtam, yimchungru).
b3. Tangkhul (3): naga (3 jezika: khoibu, maring, tangkhul.
b5. Zeme (8) Indija: naga (8 jezika: rongmei, liangmai, koireng, inpui, thangal, maram, mzieme, zeme.
b6. Neklasificirani (6) Indija: leinong naga, long phuri naga, makuri naga, makyan naga, para naga, puimei naga,

## Vanjske poveznice
- Ethnologue (14th)
- Ethnologue (15th)